# Hans Triebel

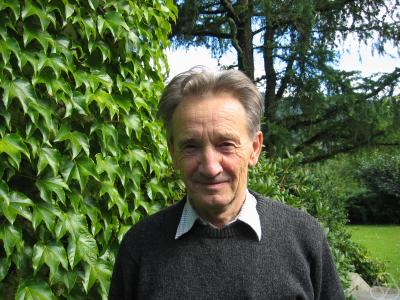
Hans Triebel in Oberwolfach, 2004

Hans Triebel (* 7. Februar 1936 in Dessau) ist ein deutscher Mathematiker, der sich mit Funktionenräumen (Funktionalanalysis, harmonischer Analyse) und Differentialgleichungen der mathematischen Physik beschäftigt.

## Leben und Wirken
Triebel studierte ab 1954 Mathematik an der Friedrich-Schiller-Universität Jena, wo er zeitweilig Assistent von Walter Brödel war. Nach dem Erwerb seines Diploms 1959 war er bei Carl Zeiss tätig. Er wurde 1962 mit der Arbeit „Über die Lamésche Differentialgleichung“ bei Wilhelm Maier promoviert und habilitierte sich 1966 mit der Schrift „Zur Theorie der quasilinearen elliptischen Differentialgleichungen und Differentialgleichungssysteme“.
1970 wurde er Professor für Analysis in Jena. Zu seinen Doktoranden zählen Jens Franke, Winfried Sickel und Dorothee Haroske. Von 1990 bis 1993 half Triebel als Dekan der Fakultät für Mathematik und Informatik der Universität Jena beim Umbau der Universität nach der Wende mit.
Von 1993 bis 2002 war er Sprecher des DFG-Graduiertenkollegs Nr. 205 Analytische und stochastische Strukturen und Systeme.
Hans Triebel war Mitglied der Akademie der Wissenschaften der DDR und ist seit 1993 Ordentliches Mitglied der Berlin-Brandenburgischen Akademie der Wissenschaften. Im November 2019 wurde er zum auswärtigen Mitglied der Russischen Akademie der Wissenschaften gewählt.

## Auszeichnungen
- 1983 Nationalpreis der DDR für Wissenschaft und Technik
- 1990 Ehrenpromotion der University of Sussex at Brighton
- 2011 Benedictus-Gotthelf-Teubner-Wissenschaftspreis der Teubner-Stiftung in Leipzig[5]

## Schriften
- Zur Theorie der quasilinearen elliptischen Differentialgleichungen und Differentialgleichungssysteme. Habilitationsschrift. Universität Jena. 1966.
- Anmerkungen zur Mathematik. Edition am Gutenbergplatz, Leipzig 2011, ISBN 978-3-937219-52-3. (EAGLE 052)[6]
- Höhere Analysis (= Hochschulbücher für Mathematik. Bd. 76). Deutscher Verlag der Wissenschaften, Berlin 1972. 2. Auflage: Harri Deutsch, Frankfurt am Main 1980, ISBN 3-87144-583-5.
  - englisch: Higher Analysis. Barth, Leipzig/Berlin/Heidelberg 1992, ISBN 3-335-00321-7.
- Analysis und mathematische Physik. BSB BGT, Leipzig 1981.
  - englisch: Analysis and mathematical physics. Reidel, Dordrecht 1986, ISBN 90-277-2077-0.
  - 3. Auflage. Birkhäuser, Basel 1989 ISBN 3-7643-2250-0.
- Functions spaces and wavelets on domains. European Mathematical Society, Zürich 2008, ISBN 978-3-03719-019-7. (European Mathematical Society Tracts, 7)
- Theory of Function Spaces. Birkhäuser, Basel
  - Band 1, 1983, ISBN 3-7643-1381-1.
  - Band 2, 1992, ISBN 3-7643-2639-5.
  - Band 3, 2006, ISBN 3-7643-7581-7.
- The Structure of Functions. Birkhäuser, Basel 2001, ISBN 3-7643-6546-3.
- Fractals and Spectra: related to Fourier analysis and functions spaces. Birkhäuser, Basel 1997, ISBN 3-7643-5776-2; Boston 1997, ISBN 0-8176-5776-2.
- mit David Edmunds: Function spaces, entropy numbers and differential operators. Cambridge University Press, 1996 ISBN 0-521-56036-5. (Cambridge Tracts in Mathematics 120)
- Interpolation theory, function spaces, differential operators. 2. Auflage. Barth, Heidelberg 1995, ISBN 3-335-00420-5.
- mit Hans-Jürgen Schmeißer: Topics in Fourier analysis and function spaces. Chichester, Wiley 1987, ISBN 3-321-00001-6.
- Spaces of Besov-Hardy-Sobolev-Type. Teubner, Leipzig 1978.
- Fourier analysis and function spaces – selected topics. Teubner, Leipzig 1977.
- Bibliographie Hans Triebel (Oktober 2011)[7]
- Dorothee Haroske (Hrsg.): Function spaces, differential operators and nonlinear analysis : the Hans Triebel anniversary volume. Birkhäuser, Basel/Boston/Berlin 2003, ISBN 3-7643-6935-3. (online, ISBN 978-3-0348-8035-0)